# لوت باکس

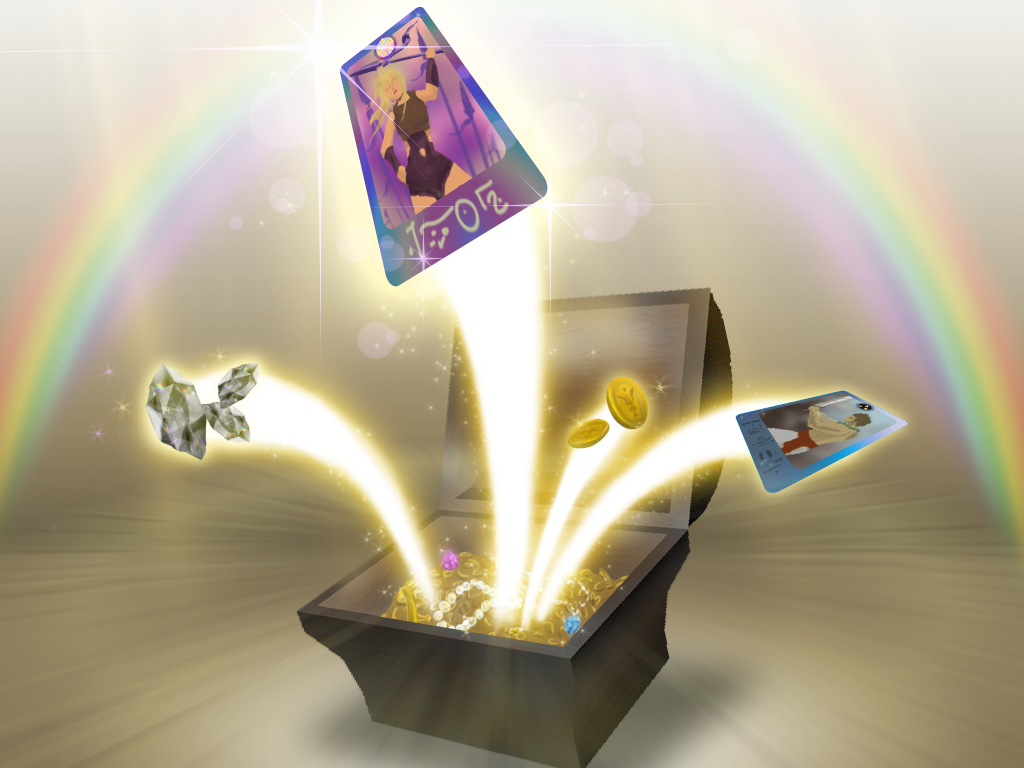
یک تصویر ساختگی از بازکردن لوت باکس در یک بازی ویدیویی

در بازی‌های ویدئویی، لوت باکس یا جعبه غارت (به انگلیسی: Loot box) (که جعبه غنیمت/جایزه نیز نامیده می‌شود) یک آیتم مجازی قابل مصرف است که برای دریافت تصادفی یک آیتم مجازی مانند آواتار، شخصیت، اسکین، سلاح و … خریداری می‌شود.
لوت باکس نوعی روش کسب درآمد است، بازیکنان یا جعبه‌ها را مستقیماً می‌خرند یا در حین بازی کردن، جعبه‌ها را به رایگان دریافت می‌کنند و بعداً با «کلیدهایی» که می‌خرند، جعبه‌ها را باز می‌کنند.
مفاهیم لوت باکس از سیستم‌های لوت در بازی‌های نقش‌آفرینی برخط چندنفره گسترده و از کسب درآمد از بازی‌های رایگان برای بازی موبایل نشات گرفته‌است. اولین بار لوت باکس‌ها در سال ۲۰۰۴ تا ۲۰۰۷ ظاهر شدند و از آن زمان در بسیاری از بازی‌های رایگان و در برخی از عناوین غیررایگان ظاهر شده‌اند.
از نگاه توسعه دهندگان و ناشران بازی‌های ویدیویی، لوت باکس‌ها علاوه بر اینکه به درآمدزایی مداوم برای بازی‌ها کمک می‌کند، بلکه از پرداخت برای محتوای قابل دانلود یا اشتراک بازی‌ها جلوگیری می‌کند و از آن طرف با ارائه محتوای جدید و لوازم تزئینی از طریق لوت باکس‌ها، علاقه بازیکنان را حفظ می‌کند.
لوت باکس‌ها در اواسط دهه ۲۰۱۰ محبوبیت پیدا کردند. در اواخر دهه ۲۰۱۰، برخی از بازی‌ها به ویژه جنگ ستارگان: جبهه نبرد ۲، رویکردهایی را در قبال مفهوم لوت باکس‌ها انجام دادند که باعث انتقاد شدید از آنان شد. انتقادها شامل سیستم‌های گیم پلی «پرداخت برای برنده شدن» (به انگلیسی: Pay-to-win) است. این روش به نفع کسانی است که پول واقعی برای لوت باکس‌ها خرج می‌کنند که تأثیرات منفی بر روی سیستم‌های گیم پلی دارند، مخصوصاً وقتی یک بازی با قیمت کامل به فروش می‌رسد ولی باز لوت باکس به کاربران ارائه می‌دهند. به دلیل ترس از استفاده آنان در بازار خاکستری، لوت باکس‌ها تحت قوانین ملی قمار در کشورهای مختلف ارائه می‌شوند.

## طراحی

بازکردن یک لوت باکس در اورواچ. عناصری مانند لرزش جعبه، دیسک‌های پرنده با کمیابی آیتم‌ها که با رنگ نشان داده شده‌اند که همه اینها برای افزایش جذابیت در بازشدن لوت باکس‌ها طراحی شده‌اند. پس از اتمام مراحل، یک دکمه به بازیکن ارائه می‌شود تا آنان را برای خرید جعبه‌های بیشتر به فروشگاه ببرد.

یک «لوت باکس» نام‌های مختلفی دارد، که بسته به بازی که در آن است نامیده می‌شود. مانند «loot box» , «loot crate» یا «lockbox» که اغلب در بازی‌های تیرانداز اعمال می‌شود. بازی‌های کارتی دیجیتال ممکن است از اصطلاح «بسته تقویت کننده» (به انگلیسی: Booster pack) استفاده کنند.
لوت باکس‌ها اغلب در حین بازی به بازیکنان اعطا می‌شوند، مثلاً به عنوان پاداش برای افزایش سطح شخصیت یا تکمیل یک بازی چند نفره بدون ترک آن. لوت باکس‌ها ممکن است از طریق تبلیغات خارج از بازی، مانند تماشای برخی از استریم‌های خاص، نیز اعطاء شود. همچنین بازیکنان می‌توانند آنها را مستقیماً خریداری کنند که غالباً با پول واقعی است ولی برخی اجازه خریدن لوت باکس از طریق ارز داخل بازی را نیز می‌دهند. برخی از لوت باکس‌ها می‌توانند بلافاصله باز شوند، در حالی که برای بازکردن برخی لوت باکس‌ها نیاز به خریدن یک «کلید» است مثل کانتر-استرایک: گلوبال آفنسیو یا تیم فورتس ۲.
به‌طور کلی لوت باکس‌ها از طریق یک رابط در داخل بازی باز می‌شوند که با جلوه‌های صوتی و بصری، بازکردن آن را جذاب می‌کنند. برخی از این رابط‌ها به‌طور صریح از دستگاه‌های حافظه یا چرخ‌های رولت استفاده می‌کنند. هنگامی که پلوت، باکس‌های کاربر به پایان می‌رسد ممکن است یک دکمه برجسته نمایش داده شود که با آن می‌توانند بیشتر بخرند.
اقلامی را که می‌توان از طریق جعبه غنیمت اعطا کرد، معمولاً با «نادر» درجه‌بندی می‌شود و احتمال دریافت کالای مورد نظر با هر درجه به سرعت کاهش می‌یابد.

## مقررات و قانون گذاری
به دلیل استفاده‌شان از شانس تصادفی برای به دست آوردن اقلام پس از پرداخت پول واقعی، ممکن است بازی‌هایی که از لوت باکس‌ها استفاده می‌کنند نوعی قمار قلمداد شود. در حالی که قوانین قمار در هر کشوری متفاوت است، یک عقیده مشترک که لوت باکس‌ها را از قمار جدا می‌کند، ناتوانی در تبدیل محتویات از یک لوت باکس به پول واقعی با استفاده از روش‌های قانونی در بازی ویدیویی است.
بازی‌های دارای لوت باکس، در چندین کشور آسیایی تحت مقررات قرار گرفته‌اند، در حالی که قانونی بودن لوت باکس‌ها در برخی کشورهای غربی در دست بررسی است.

### چین
در دسامبر ۲۰۱۶، وزارت فرهنگ چین قانونی را اعلام کرد که «ناشران بازی آنلاین» باید از مه ۲۰۱۷ به بعد «درصدهای احتمال قرعه کشی در همه موارد و خدمات مجازی» را به صورت عمومی منتشر کنند. . وقتی قانون به مرحله اجرا درآمد، ناشران از آن پیروی کردند و در نتیجه آمارهای مختلفی منتشر شد که شانس دریافت بازیکنان چینی از هر لوت باکس را دسته‌های مختلفی از اقلام تعیین می‌کند، برخی از آنها تا ۰٫۱٪ می‌رسد. سایر تغییرات که توسط مقررات جدید اجباری شد، ناشران را ملزم می‌کند تعداد خریدهای لوت باکس در یک روز را محدود کند (از جمله محدود کردن اندازه لوت باکس)، و ناشر را مجبور می‌کند شانس مساعدتری به بازیکن بدهد تا با با تعداد لوت باکس‌های باز شده، موارد نادر را بدست آورند، و با بازکردن تعداد ثابت لوت باکس، به بازیکن اطمینان می‌دهید که کالای کمیاب را دریافت می‌کند.
همچنین این قانون ناشران بازی را از فروش مستقیم «بلیط‌های قرعه کشی» مانند لوت باکس‌ها منع کرد. در ژوئن ۲۰۱۷، بلیزارد انترتینمنت اعلام کرد که «مطابق با قوانین و مقررات جدید»، لوت باکس‌ها در بازی اورواچ دیگر برای خرید در چین موجود نیست. در عوض بازیکنان با ارز داخل بازی لوت باکس را خریداری می‌کنند و جهت خرید، لوت باکس‌ها را به عنوان «هدیه» دریافت می‌کنند.
از نوامبر سال ۲۰۱۹، اداره کل مطبوعات و نشریات چین، فروش لوت باکس به کاربران زیر هشت سال را ممنوع کرد و فروش آنها را برای کاربران مسن تر زیر ۱۸ سال محدود کرد و حداکثر سقف هزینه ماهانه آن را از ۲۰۰ رنمینبی تا ۴۰۰ رنمینبی محدود کرد.

### ایالات متحده
در حال حاضر هیچ قانونی در ایالات متحده برای لوت باکس‌ها وجود ندارد، اگرچه مسائل مربوط به قمار از اواسط سال ۲۰۱۶، نگرانی‌های زیادی را در مورد استفاده از موارد مجازی برای اهداف قمار برجسته کرد. در دادرسی قضایی گذشته، دادگاه‌ها حکم دادند که قماربازی با ارز مجازی در یک بازی ویدئویی غیرقانونی نیست مادامی که هیچ ارتباطی با پول واقعی نداشته باشد، کارهایی که بلیزارد انترتینمنت و رایت گیمز با عناوین خود انجام داده‌اند. بیشتر ایالت‌ها قوانین قمار را براساس دریافت چیزی با ارزش از پرداخت هزینه یک بازی شانسی تعریف می‌کنند و به‌طور سنتی، برای موارد درون بازی در قانون دادرسی هیچ ارزشی در نظر گرفته نمی‌شود.
در اوایل ماه مه ۲۰۱۹، جاش هالی سناتور جمهوری‌خواه از میسوری اعلام کرد که قصد دارد لایحه ای را با عنوان «قانون محافظت از کودکان در برابر بازی‌های سوءاستفاده» معرفی کند که لوت باکس‌ها و معاملات خرد در «بازی‌های خردسالان» را ممنوع می‌کند. مدارک مشابه قبلاً در قانون حمایت از حریم خصوصی آنلاین کودکان تعریف شده‌است. کمیسیون فدرال تجارت مسئول اجرای لایحه و قضاوت و تسویه جریمه برای بازی‌هایی است که در این مراحل موفق نیستند. این لایحه به‌طور رسمی در یازدهمین کنگره در سنای ایالات متحده در تاریخ ۲۳ مه ۲۰۱۹ با عنوان لایحه سنای ۱۶۲۹ با حمایت اد مارکی (ماساچوست) و ریچارد بلومنتال (کنتیکت)، هر دو دموکرات، ارائه شد.

### چندملیتی
در سپتامبر ۲۰۱۸، اعضای کمیسیون‌های قمار از پانزده کشور اروپایی، از جمله اتریش، جمهوری چک، فرانسه، ایرلند، لتونی، هلند، نروژ، لهستان، پرتغال، اسپانیا، انگلستان و همچنین ایالت واشینگتن از ایالات متحده، از یک تلاش مشترک برای «مقابله با خطرات ایجاد شده در اثر عدم ایجاد اختلاف بین بازی و قمار» خبر دادند. در حالی که تمرکز ویژه این گروه بر روی سایت‌های قمار خواهد بود، آنها به دنبال این هستند که «اطمینان حاصل کنند که ویژگی‌های درون بازی‌ها، مانند جعبه‌های غارت، طبق قوانین ملی قمار نیست».